# 이마놀 아기레체
이마놀 아기레체 아루티(Imanol Agirretxe Arruti, 1987년 2월 24일 ~ )는 스페인의 전 축구 선수이다. 포지션은 스트라이커이다.